# Heinz Kock
Heinz Kock (* 26. Juni 1904 in Kiel; † 1972 in Lübeck) war ein deutscher Politiker (SPD).
Kock war von Beruf Kaufmann. Er besuchte die Handelsschule und die Akademie der Arbeit in Frankfurt am Main, worauf er selbständiger Einzelhändler war. 1945 wurde er Senator für Wirtschaftsverwaltung der Hansestadt Lübeck, ferner war er Mitglied der Handelskammer sowie des Verwaltungsrates der Landeszentralbank. Von 1947 bis 1949 gehörte er dem ersten Landtag von Schleswig-Holstein an, direkt gewählt im Wahlkreis Eutin-Süd, der die Region um Bad Schwartau umfasste.